# Achaemenes maculatus
Achaemenes maculatus är en insektsart som beskrevs av Synave 1956. Achaemenes maculatus ingår i släktet Achaemenes och familjen kilstritar. Inga underarter finns listade i Catalogue of Life.